# Hiến pháp thị trưởng Nam Đức
Hiến pháp thị trưởng Nam Đức là hệ thống hiến pháp của các cơ quan hành chính địa phương hình thành trong thế kỷ 19 ở Bayern, Baden và Württemberg. Cơ quan chủ yếu là hội đồng và thị trưởng được bầu trực tiếp, một địa vị có nhiều quyền lực. Từ khi thống nhất đất nước nó trở thành hiến pháp phổ biến nhất trong bốn loại hệ thống hiến pháp hành chính địa phương và được áp dụng ở Bayern, Baden-Württemberg, từ năm 1993 tại Sachsen, Thüringen và Sachsen-Anhalt, từ năm 1994 ở Nordrhein-Westfalen, Rheinland-Pfalz và Saarland cũng như từ năm 1996 tại Niedersachsen.
Trong hình thức cơ bản, Thị trưởng, được dân chúng bầu trực tiếp, chủ trì các hội đồng xã, hoặc thành phố và là giám đốc của chính quyền thành phố và cũng là thượng cấp, theo luật công chức, của các công chức của xã hay thành phố. Ông là đại biểu cao nhất của xã. Cũng được bầu bởi các công dân của xã hay thành phố là các thành viên hội đồng thành phố, lập thành các ủy ban tư vấn và biểu quyết. Thông thường, các ủy ban này được chính thị trưởng chủ trì; tuy nhiên, ông ta cũng có thể ủy nhiệm người khác đại diện mình.
Theo truyền thống, thị trưởng cũng là chủ tịch hội đồng và giám đốc cơ quan hành chính. Ngoài ra còn có hiến pháp thị trưởng kép: Các hội đồng địa phương ở Brandenburg, Mecklenburg-Vorpommern và Schleswig-Holstein bầu một chủ tịch trong số các ủy viên hội đồng ngoài ra các phó thị trưởng lãnh đạo dưới quyền thị trưởng các cơ quan hành chính. Ở Thüringen hội đồng xã tự quyết định, có bầu một chủ tịch hội đồng từ các thành viên hay không.